# Spara forte, più forte... non capisco!
Spara forte, più forte... non capisco! è un film del 1966 diretto da Eduardo De Filippo, tratto dalla commedia Le voci di dentro, scritta dallo stesso Eduardo.

## Trama
Alberto Saporito è un venditore di fuochi artificiali che nel tempo libero realizza strane sculture. Vive insieme allo zio Nicola, uomo che da 50 anni ha smesso di parlare per protesta contro l'umanità, e che comunica solo con Alberto attraverso i botti.
Una sera Alberto incontra casualmente la bella Tania, a cui l'uomo promette di fare una scultura. Improvvisamente si sente uno scoppio: è zio Nicola, che disturba la quiete condominiale, che se la prende col povero Alberto. Quest'ultimo nel tentativo di giustificare lo zio si ritrova nella casa dei signori Cimmaruta, la cui signora Matilde fa la chiromante. Nella casa è anche presente Aniello Amitrano, una vecchia conoscenza di Alberto che lo avvisa di volerlo incontrare per quella notte. Alberto aspetta pazientemente l'uomo a casa sua, quando, improvvisamente, sente dei rumori. Non è Aniello, ma Pasquale Cimmaruta, marito di Matilde, che attraversa la casa di Alberto con una bicicletta in mano. Alberto, sentendo poi delle risa, sale fino al balcone di casa Cimmaruta e vede, all'interno della casa, zia Rosa che, con la complicità dei suoi nipoti Luigi ed Elvira, sposta un armadio e nasconde un guanto insanguinato e la cartella di Aniello Amitrano in una cassaforte. Scosso, Alberto sospetta subito che Amitrano sia stato ammazzato, così esce subito di casa e chiede un passaggio a Tania, che è lì con la sua auto. L'auto, però, è strana e lì vi si trova l'altro guanto di Aniello. Alberto arriva in casa Amitrano, qui accolto con tutti gli onori dalla di lui moglie. Ma anche la casa è strana: vi sono tutte sedie accatastate e si sta svolgendo una festa al suo interno. La moglie di Amitrano fa capire ad Alberto che il marito non è ancora rincasato, così l'uomo lascia la casa per scorgere nuovamente Pasquale Cimmaruta che nasconde alcune cose in una mattonella della strada. Alberto alza la mattonella e dentro vi trova il cappotto di Amitrano insanguinato e l'arma del delitto, un coltello. L'uomo viene però scoperto dal signor Cimmaruta che lo stende con un pugno.
Alberto si risveglia, convinto di essere svenuto per via del pugno di Cimmaruta, e corre subito alla polizia per denunciare l'intera famiglia del delitto. Così, marito, moglie, zia, figli e cameriera vengono arrestati. Solo che, quando l'uomo va a mostrare le presunte prove nascoste dietro l'armadio alla polizia, non trova nulla. Alberto lascia l'appartamento e si dirige subito in casa Amitrano, scoprendo che, al suo posto, c'è una scuola di dattilografia. Avendo compreso di aver solo sognato il presunto omicidio di Amitrano, va alla polizia per ritirare la denuncia. Qui però incontra Tania che afferma alla polizia di aver realmente dato un passaggio ad Alberto quella notte. In più è stato ritrovato un cadavere senza testa, probabilmente quello di Amitrano, e sua moglie lo riconosce.
La famiglia viene scarcerata, e alla fine Tania confessa di aver testimoniato il falso, convinta che ad Alberto servisse un alibi. Una volta tornato a casa, Alberto incontra Aniello Amitrano, che non è morto ma ha solo finto di esserlo per non essere ucciso dai suoi nemici, e adesso chiede ad Alberto il suo passaporto per espatriare. Alberto riesce, però, a rinchiuderlo nella sua cantina e a telefonare alla polizia, convinto di avere la prova che scagionerà la famiglia Cimmaruta.
Zio Nicola accende una serie di botti che colpiscono tutte le case del vicinato. Alla fine, la casa di Alberto salta in aria e muore, questa volta per davvero, anche Aniello Amitrano. Svanita ormai una nuova possibilità di giustizia, ad Alberto non resta altro che fuggire lontano, assieme a Tania.